# WIRES-II
WIRES-II（ワイヤーズ ツー）とは八重洲無線が提唱したインターネットを使ったアマチュア無線のVoIP中継システムである。

## 概要
パソコンと無線機の間にWIRES-IIコントローラというアマチュア無線インターネット接続キットをつないで交信する。現在アマチュア無線インターネット接続キットをつないだ局（ノード局）の数は国内でも約1400にも上り、世界中でも使われている。アマチュア無線インターネット接続キットを購入しただけではノード局の開設はできず、アクセスに必要なIDをもらうため、キットに同封のWiRES-II ID申込書を八重洲無線社に郵送しなければならない。また、接続キットがなくても、近くに安定して接続できるノード局と、DTMF信号、およびトーンスケルチが出せる無線機があればだれでも手軽にWiRES-IIを楽しむことができる。
現在では、後継規格のWIRES-Xがある。

## 使用方法(ユーザー局)
1. 接続したいノード局の周波数に無線機の周波数をあわせる。また、トーンスケルチを設定する。（トーンスケルチが設定されているノード局の場合）※この時、他の局がそのノード局を使用している可能性があるためしばらく受信してから接続→使用するのが望ましい。
2. 接続したいノード局やルーム（後述）番号を最初に#、最後にDを付けて送信。（すでに他のノード局やルームに接続されていれば切断番号である*#9999Dを送信）
3. 交信をする。※3分以上の連続の送信は相手に送信されない。
4. 切断番号(#9999D)を送信

### ルーム(RoundQSORoom)
複数のノード局が接続できる、言わば部屋のようなもの。ルーム内のノード局のユーザー全員が交信に参加できる。

## ノード局の開設
近くに接続できるノード局がなくても自分で開設することもできる。その際、接続キット「HRI-100」と条件を満たしたパソコン、インターネットへの接続環境（ADSL8Mbps以上、グローバルIPが必要）、DATA端子の付いた無線機、そしてノード番号が必要である。

## 他のインターネットを使ったアマチュア無線
- eQSO
- IRLP
- D-STAR
- Echolink